# Pseudepipona salzi
Pseudepipona salzi är en stekelart som beskrevs av Giordani Soika. Pseudepipona salzi ingår i släktet Pseudepipona och familjen Eumenidae. Inga underarter finns listade i Catalogue of Life.